# اسکله تال
اسکله تال در بندر شرفخانه و در ساحل دریاچه ارومیه قرار دارد. نام این اسکله از یک واژه روسی وام گرفته شده‌است. این اثر مربوط به اواخر دوره قاجار است و در شهرستان شبستر، شهر شرفخانه، خیابان ساحل، محدودهٔ اداره بنادر و کشتیرانی شرفخانه واقع شده و در تاریخ ۷ اسفند ۱۳۸۶ با شمارهٔ ثبت ۲۱۲۵۴ به‌عنوان یکی از آثار ملی ایران به ثبت رسیده و به منظور انجام عملیات تعمیر و نگهداری کشتی‌های موجود در دریاچه از آن استفاده می‌شده‌است. این اسکله دارای ۲۴ ستون اصلی به قطر ۴۰ سانتیمتر و ارتفاع ۱۳ متر از چوب روسی بوده و مجموعاً بنایی به طول بیست، عرض دوازده و ارتفاع سیزده متر را با مساحت ۲۳۰ مترمربع تشکیل می‌دهد. در دهه ۲۰ و ۳۰ که اداره راه‌آهن و کشتیرانی آذربایجان (شرقی و غربی) باهم ادغام بودند، مهندس رفیع فرهور رئیس آن اداره بودند که محل اداره مرکزی در این بندر بود. در تاریخ ۲۳ تیرماه ۱۴۰۱، این اسکله دچار آتش‌سوزی شد، ولی آسیبی جدی به آن وارد نشد.